# ابن يونس المصري
عبد ‌الرحمن ‌بن ‌أحمد ‌بن ‌يونس بن عبد الأعلى بن ميسرة الصدفي المصري (281هـ - 347هـ)، أبو سعيد الحافظ، المشهور بابن يونس، محدث ومؤرخ مصري، اشتهر بكتابه تاريخ مصر المشهور باسم تاريخ ابن يونس.

## حياته
ولد سنة 281 هـ في القاهرة، ولم يرتحل من مصر، وتوفي فيها يوم الأحد 26 من جمادى الآخرة سنة 347 هـ الموافق 12 سبتمبر 958.

## مشايخه
لم يرحل ابن يونس لطلب العلم والحديث خارج مصر، و«لكنه إمام متيقّظ، وتاريخه كثير الفوائد» وقد سمع من:
1. أبوه أحمد بن يونس بن عبد الأعلى.
2. أحمد بن حماد زغبة.
3. علي بن سعيد الرازي.
4. عبد الملك بن يحيى بن بكير.
5. أبو عبد الرحمن أحمد بن شعيب النسائي.
6. عبد السلام بن سهل البغدادي.
7. أبو يعقوب المنجنيقي.
8. علي بن الحسن بن قديد.
9. علي بن أحمد علان.

## تلاميذه
سمع منه من الأعلام:
1. عبد الواحد بن محمد بن مسرور البلخي.
2. أبو عبد الله محمد بن إسحاق بن منده.
3. عبد الرحمن بن عمر النحاس.
4. ابنه أبو الحسن علي.

## مصنفاته
جمع لمصر تاريخين: أحدهما وهو الأكبر يختص بالمصريين واسمه «أخبار مصر ورجالها»، والآخر وهو صغير يشتمل على ذكر الغرباء الواردين على مصر واسمه «ذكر الغرباء الواردين على مصر»، وما أقصر فيهما، وقد ذيلهما أبو القاسم يحيى بن علي الحضرمي وبنى عليهما.

## أقوال العلماء فيه
- الذهبي:
  - «الإمام الحافظ المتقن... ما ارتحل ولا سمع بغير مصر، ولكنه إمام بصير بالرجال فَهِمٌ مُتيقِّظ».[1]
  - «له كلام فِي الجرح والتّعديل يدلّ عَلَى بصره بالّرجال ومعرفته بالعِلَل».[5]
- ابن خلكان: كان خبيراً بأحوال الناس، ومطلعاً على تواريخهم عارفاً بما يقوله.[2]